# 스타일 웨이브
스타일 웨이브는 2009년부터 2010년까지 온스타일에서 방송된 메이크오버 텔레비전 프로그램이다.